# Fabriek Rosmeulen

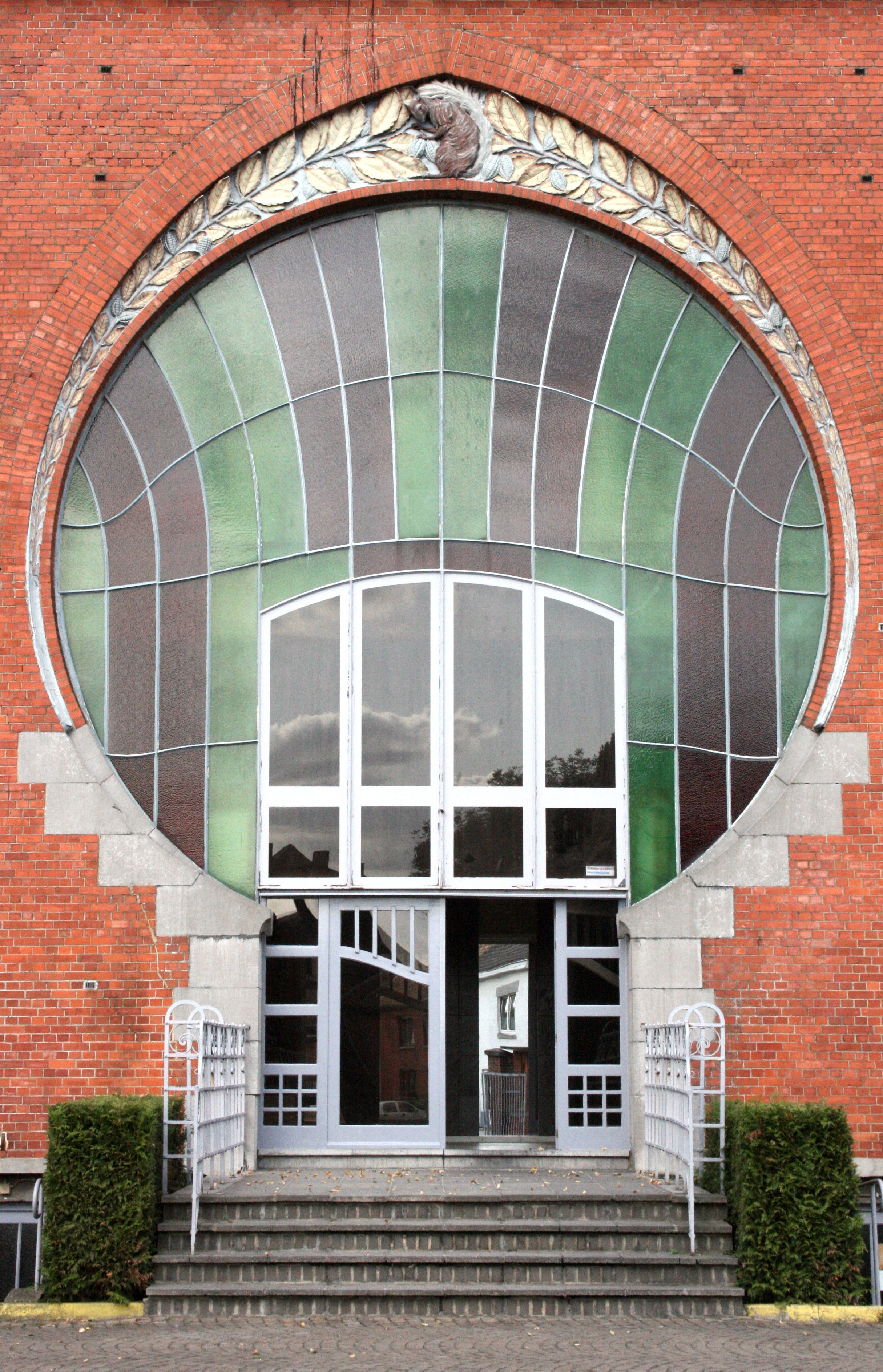
Fabriek Rosmeulen

De voormalige Chocoladefabriek Rosmeulen is een monumentaal fabrieksgebouw, gelegen aan de Neremstraat 240 te Nerem in de Belgische gemeente Tongeren-Borgloon.

## Geschiedenis
De fabriek werd opgericht in 1909 onder architectuur van Florent Rosmeulen. Aanvankelijk was dit een chocoladefabriek, waar 100 mensen werk vonden. De directeur van de fabriek nam zijn intrek in Kasteel De Bijs, nu ook gekend als kasteel Rosmeulen, aan de overzijde van de straat.
De Fabriek Rosmeulen was een van de eerste gebouwen in België, waarvoor gewapend beton werd aangewend. Met een tussenpauze tijdens de Eerste Wereldoorlog, toen door grondstofschaarste niet geproduceerd kon worden, was de fabriek tot 1934 in werking.
Hierna kreeg het gebouw een militaire bestemming: achtereenvolgens trokken het Belgische leger, de Duitse bezettingstroepen en de Amerikaanse bevrijdingstroepen in het gebouw. In 1948 vestigde zich een fabrikant van weefgetouwen in het gebouw, waardoor het weer een industriële bestemming kreeg. In 1972 werd het gebouw in gebruik genomen door de tingieterij Riskin, waarvan een plastiek bij de hoofdingang getuigt.
Uiteindelijk vertrok de tingieterij naar de Luikersteenweg te Tongeren, waar in 1976 eveneens een vestiging van Riskin werd geopend. De staat van het gebouw verslechterde maar kreeg uiteindelijk een herbestemming als woonproject.
In september 2019 won het gebouw de Real Estate Society Award voor Best Residential Development.

## Gebouw
De fabrieksgebouwen zijn ontworpen door architect Clément Pirnay in art-nouveaustijl. 
Pirnay verbouwt in 1909 de woning l’hôtel Cornet aan de Leopoldwal 6 te Tongeren van zijn schoonfamilie, een ondernemersfamilie uit Verviers. De familie Cornet zorgde ook voor de introductie bij de Luikse industrieel Florent Rosmeulen voor het ontwerp van de chocoladefabriek.
Het gaat om een langgerekt complex van lage gebouwen onder platte daken, met in het midden een hogere ingangspartij die gekenmerkt wordt door een zeer groot roosvenster. Daarboven bevindt zich een mijtervormig reliëf dat een eekhoorn verbeeldt.
Links van het complex bevindt zich nog een veel hoger, torenachtig gebouw van vijf en een halve bouwlaag. Achter het gebouw, zijn laad- en losbordessen, langs de voormalige spoorlijn van Tongeren naar Luik.

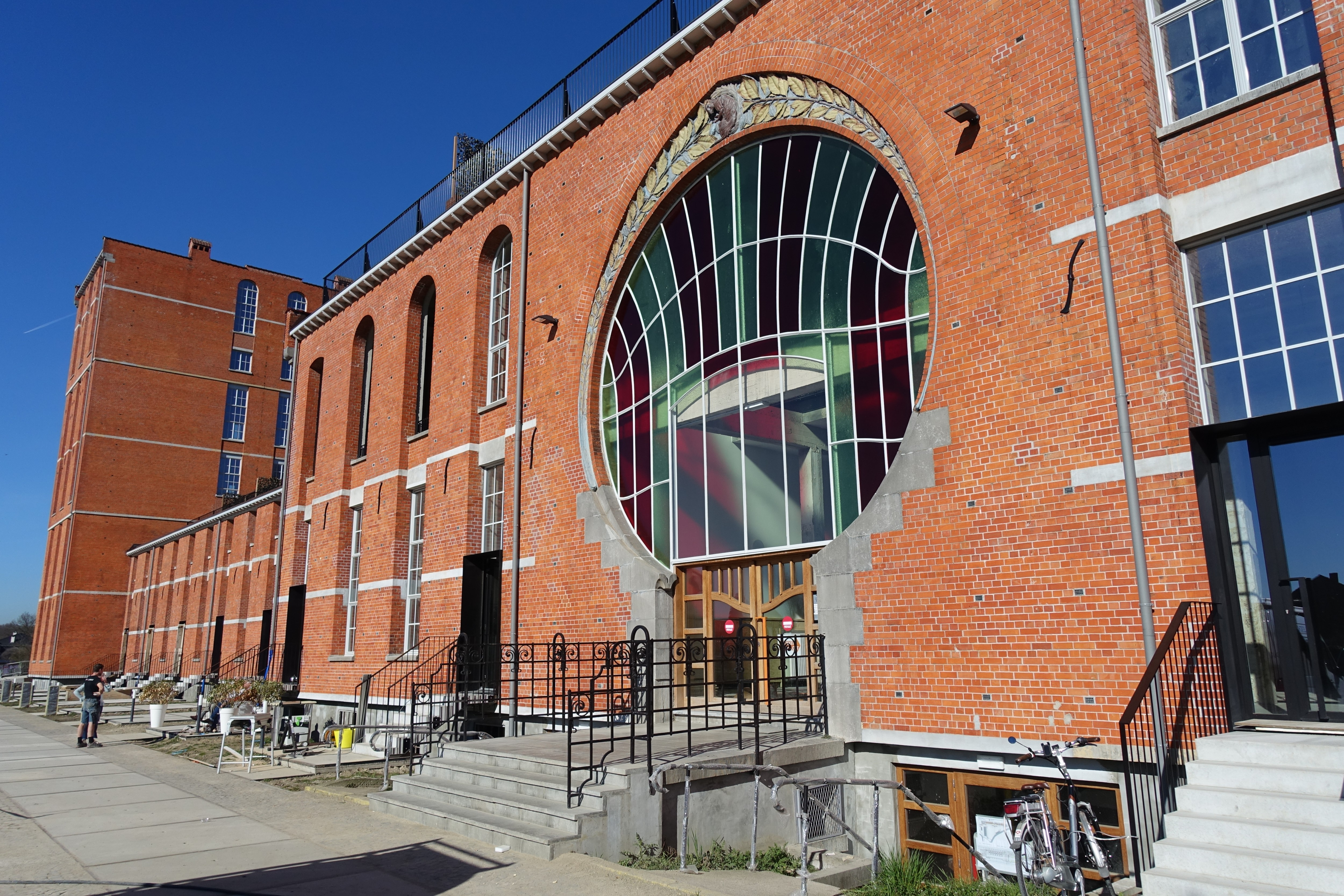
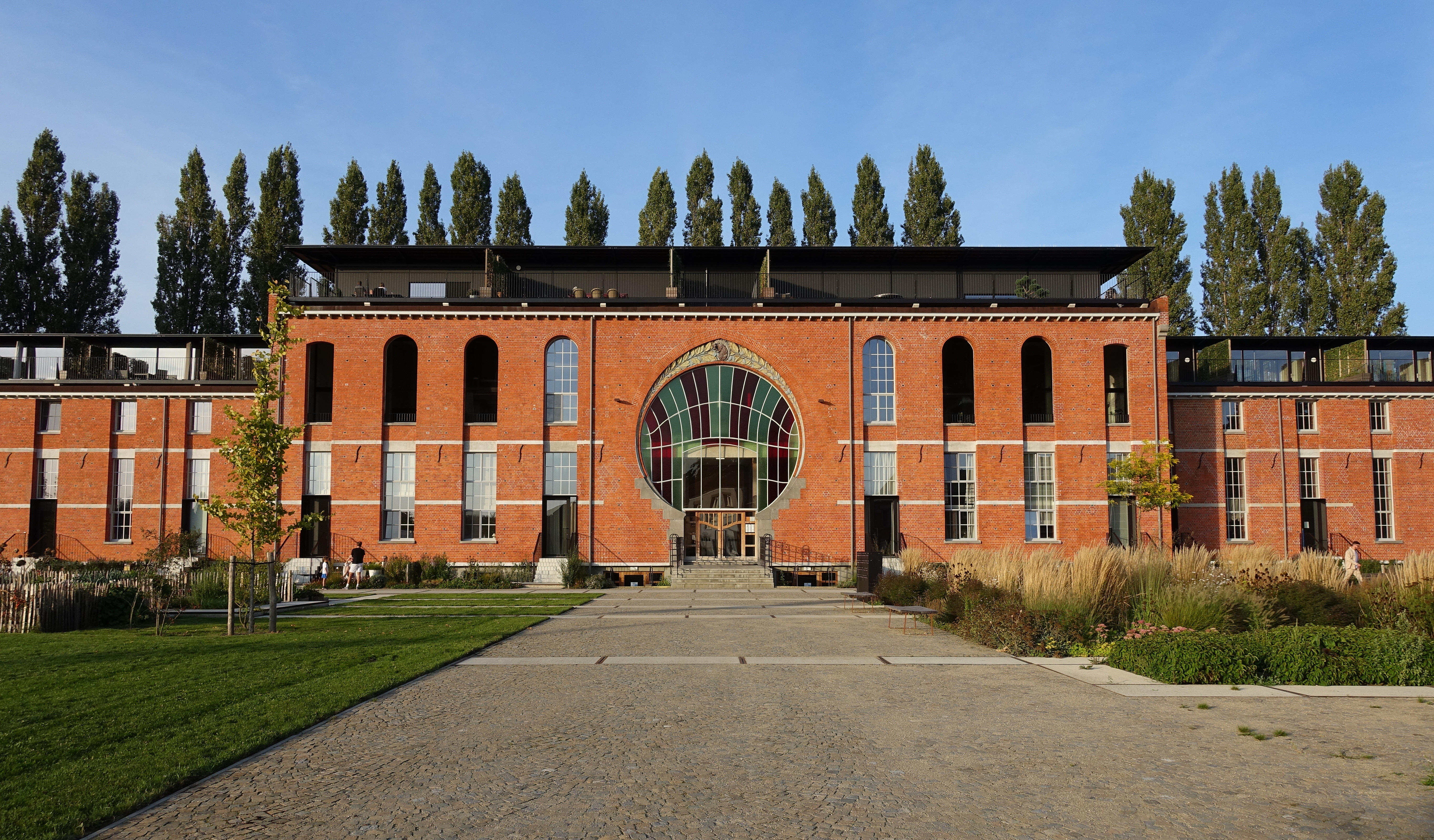
Vroegere chocoladefabriek Rosmeulen
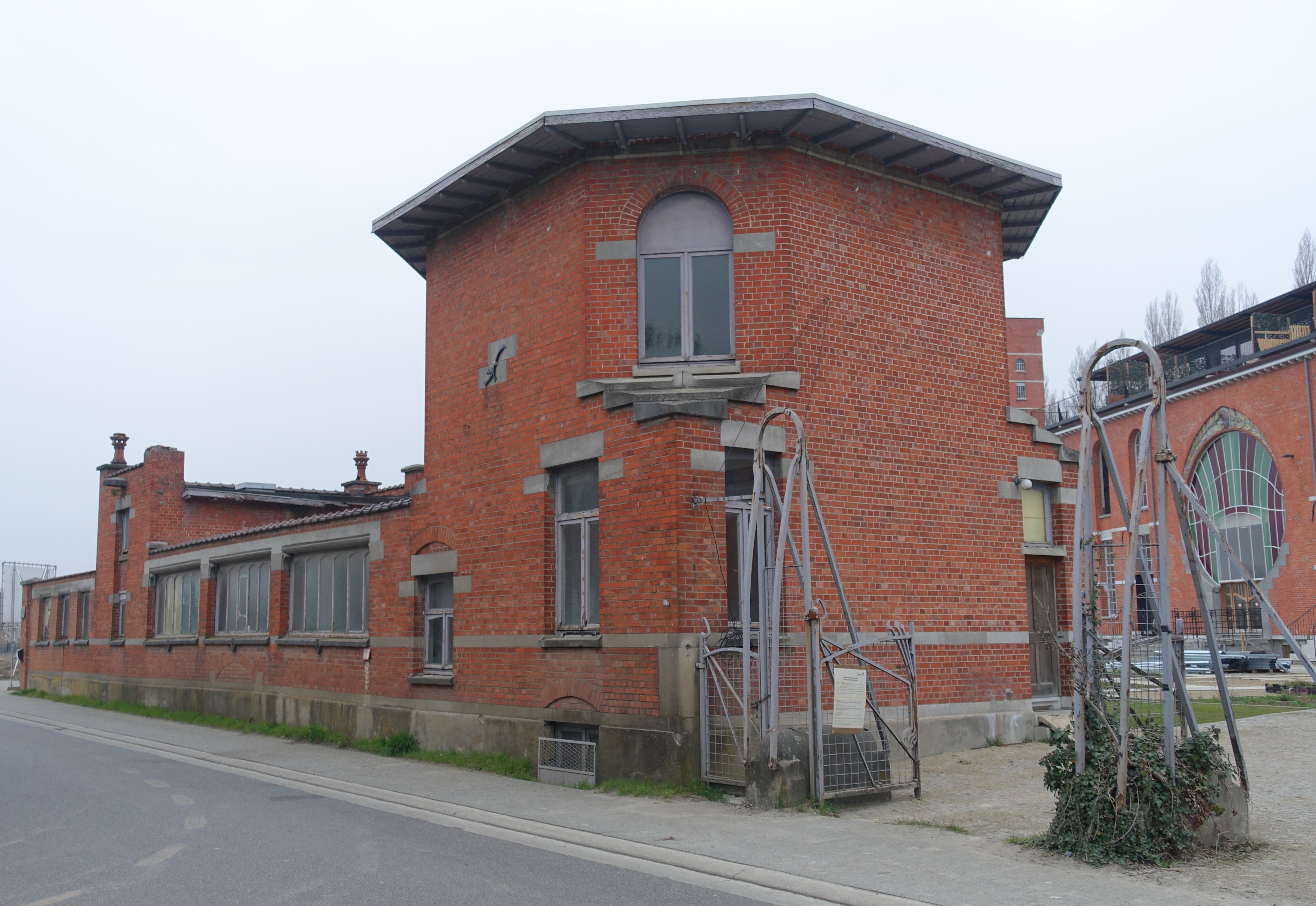